# قوة عظمى

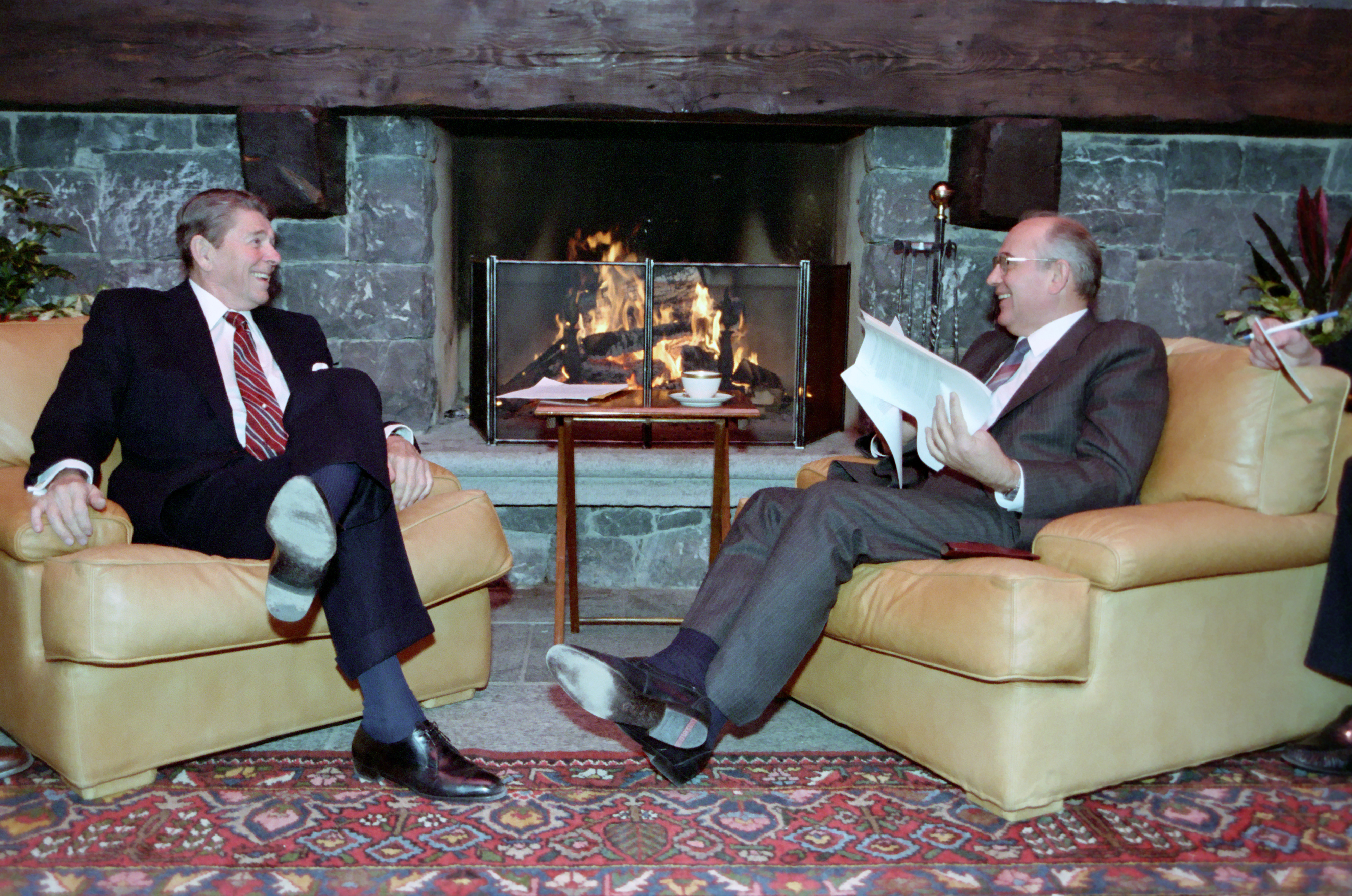
رونالد ريغان رئيس الولايات المتحدة وميخائيل غورباتشوف السكرتير العام للحزب الشيوعي السوفييتي، اجتمع لقادة القوى العظمى المتنافسة في الحرب الباردة ، جنيف، سويسرا، نوفمبر 1985

القوة العظمى (بالإنجليزية: Superpower)‏، هي مصطلح استخدم لوصف نفوذ الولايات المتحدة اليوم والاتحاد السوفيتي سابقا، وهي القطب في نظام دولي أحادي أو ثنائي القطب، فتكون كقطب، أو دولة مركز في العلاقات الدولية وتتميز بقدرات لا مثيل لها لممارسة النفوذ والسلطة على نطاق عالمي، متجاوزة الدول الكبرى او القوى العالمية ويتم ذلك من خلال وسائل القوة العسكرية والاقتصادية على حد سواء، فضلا عن تأثير القوة الدبلوماسية الناعمة. المصطلح استخدم أول مرة لوصف الإمبراطورية البريطانية والولايات المتحدة والاتحاد السوفيتي بعد الحرب العالمية الثانية. وبعد أزمة السويس عام 1956 تقلص دور المملكة المتحدة كقوة عظمى؛ وطوال فترة الحرب الباردة بين الولايات المتحدة والاتحاد السوفياتي كان ينظر إليهم كالقوتين العظميين المتبقية المهيمنة على العالم. وفي نهاية الحرب الباردة وتفكك الاتحاد السوفياتي في عام 1991 أصبحت الولايات المتحدة القوى العظمى الوحيدة بالعالم.

## المصطلحات والأصل

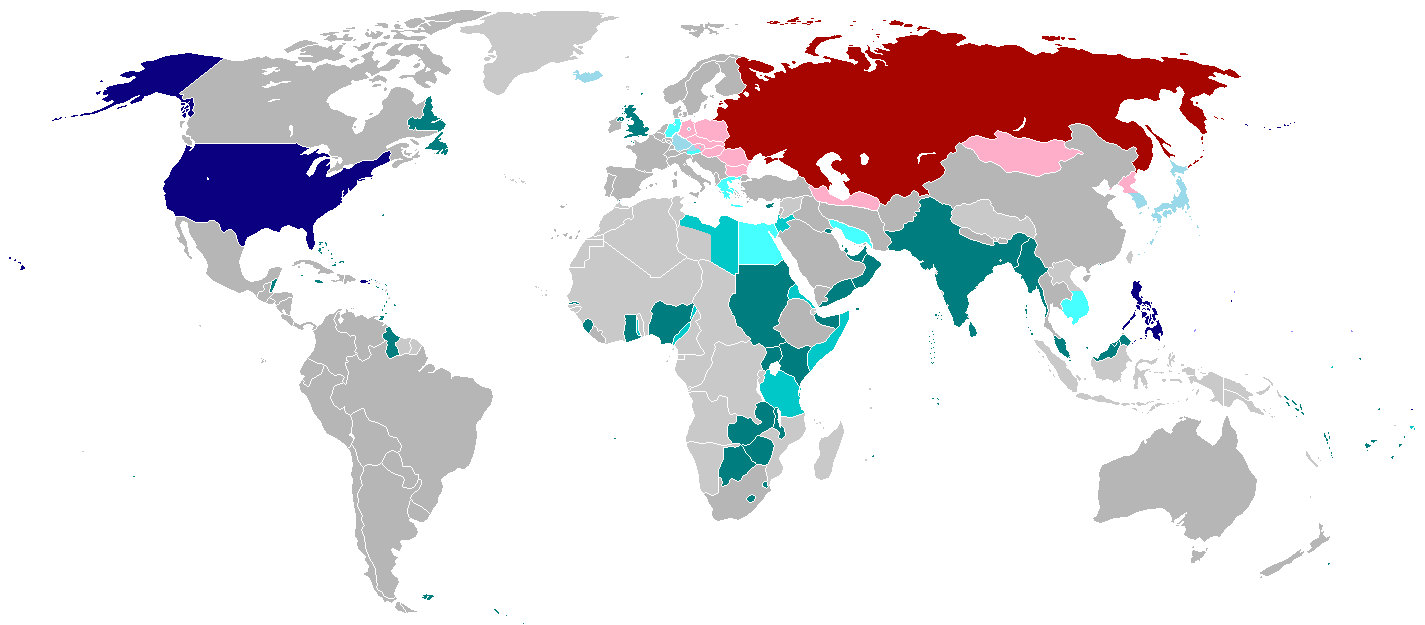
خريطة توضح القوى العظمة في العالم عام 1945 وفقًا لويليام تي آر فوكس، تظهر فيها الولايات المتحدة الأمريكية (باللون الأزرق)، والاتحاد السوفييتي (باللون الأحمر)، والإمبراطورية البريطانية (باللون الأورق المخضر).

لا يوجد تعريف متفق عليه لماهية القوة العظمى، ويختلف تعريفها حسب المصدر. مع ذلك، تشترك جميع التعريفات بوصفها بأنها الأمة أو الدولة التي أتقنت الأبعاد السبعة لسلطة الدولة، الجغرافيا والسكان والاقتصاد والموارد والجيش والدبلوماسية والهوية الوطنية.
استخدم المصطلح لأول مرة في عام 1944 لوصف تلك الدول التي تتمتع بمكانة أكبر من المكانة التي تتمتع بها القوى العالمية، لكنه اكتسب معناه الخاص بالولايات المتحدة الأمريكية، والاتحاد السوفييتي بدرجة أقل، بعد الحرب العالمية الثانية، ويعود ذلك لتمكن كل من هذين البلدين من إثبات قدرتهما الكبيرة على التأثير بالسياسة العالمية وبالسيطرة العسكرية على مستوى العالم. صاغ المصطلح بمعناه السياسي الحالي الخبير الجيوستراتيجي الهولندي الأمريكي، نيكولاس سبيكمان، في عام 1943، خلال سلسلة من المحاضرات التي ألقاها حول الشكل المحتمل للنظام العالمي الجديد بعد الحرب. شكلت هذه المحاضرات أساسًا لكتاب جغرافيا السلام، الذي أشار سبيكمان فيه إلى أهمية التفوق البحري العالمي للإمبراطورية البريطانية وللولايات المتحدة في تحقيق السلام والازدهار العالمي.
بعد عام واحد من طرح نيكولاس سبيكمان لمصطلح قوة عظمى لأول مرة، شرح ويليام آر فوكس، أستاذ السياسات الخارجية الأمريكية، المفهوم في كتابه الذي حمل عنوان القوى العظمى: الولايات المتحدة وبريطانيا والاتحاد السوفيتي، ومسؤوليتها في تحقيق السلام، وتحدث فيه عن التأثير العالمي للقوى العظمى. استخدم فوكس كلمة قوة عظمى لتحديد فئة جديدة من القوى العالمية قادرة على احتلال أعلى مكانة في العالم تمكنها –وكما أظهرت الحرب التي اندلعت في تلك الفترة- أن تتحدى بعضها البعض على نطاق عالمي. تواجدث في تلك الفترة، ووفقًا لفوكس، ثلاث قوى عالمية عظمى، الولايات المتحدة الأمريكية والاتحاد السوفييتي والمملكة المتحدة. كانت الإمبراطورية البريطانية حينها الأكبر في تاريخ العالم، وكانت تعد القوى العظمى الأولى، إذ كان ما نسبته 25% من مجموع سكان العالم يخضعون لسلطتها، وكانت تسيطر على 25% تقريبًا من إجمالي مساحة الأرض، بينما نما نفوذ وسلطة كل من الولايات المتحدة والاتحاد السوفييتي قبل الحرب العالمية الثانية وخلالها. واجهت المملكة المتحدة بعيد الحرب العالمية الثانية عدة مشاكل سياسية ومالية واستعمارية خطيرة جعلتها عاجزة عن مضاهاة القوتين السوفييتية والأمريكية. تحللت الإمبراطورية البريطانية بشكل تدريجي خلال القرن العشرين، ما تسبب بتراجع نفوذها العالمي بشكل حاد.
وفقُا لليمان ميلر، «يمكن قياس المقومات الأساسية لمكانة القوة العظمى من خلال أربعة محاور للسلطة: الجيش، والاقتصاد، والسياسة، والثقافة (أو ما يطلق عليها عالم السياسة جوزيف ناي «القوة الناعمة»)».
حسب رأي كيم ريتشارد نوسال من جامعة كوينز في كندا، «استخدم هذا المصطلح بشكل عام للدلالة على المجتمع السياسي الذي احتل مساحة قارية بحجم اليابسة، ولديه عدد كبير من السكان (نسبة للقوى العالمية الأخرى على الأقل)؛ قدرة اقتصادية فائقة، بما في ذلك الموارد الأصلية الوفيرة (من أغذية وموارد طبيعية)؛ يتمتع بدرجة عالية من عدم التبعية للعلاقات الدولية؛ والأهم من كل ذلك، أنه يملك قوة نووية متطورة (تعرف باسم قدرة الضربة الثانية).
يرى البروفيسور بول ديوكس أنه «يجب أن تكون القوة العظمى قادرة على تنفيذ استراتيجيات عالمية تشمل إمكانية تدمير العالم؛ للسيطرة على إمكانات اقتصادية هائلة؛ وتقديم أيديولوجيا عالمية». مع إمكانية «إجراء العديد من التعديلات على هذا التعريف الأساسي». وفقًا للبروفيسور جون تيوفيل دريير: «يجب أن تكون القوة العظمى قادرة على إبراز قوتها، الناعمة منها والخشنة، على مستوى العالم». في كتابه الذي حمل عنوان القوة العظمى: ثلاثة خيارات لدور أمريكا في العالم، يقول الدكتور إيان بريمر، رئيس مجموعة أوراسيا، أن القوة العظمى «هي دولة يمكنها ممارسة ما يكفي من القوة العسكرية والسياسية والاقتصادية لإقناع الدول في جميع مناطق العالم باعتماد إجراءات معينة لم تكن لتعتمدها لو لم تمارس القوة العظمى تأثيرها عليها».
استخدم بعض المؤلفين مصطلح القوة العظمى لوصف العديد من الإمبراطوريات العظيمة القديمة أو لوصف قوى عالمية في العصور الوسطى، إذ عنونت القناة الخامسة البريطانية أحد أفلامها الوثائقية بعنوان روما: القوة العظمى الأولى في العالم، كما وصف كتاب تاريخ القرون الوسطى الجديد الصادر عن مطبعة جامعة كامبردج الإمبراطورية الساسانية بأنها «قوة عظمى أخرى».

## تاريخ
أظهر المؤرخون العديد من المحاولات لتطبيق مصطلح القوة العظمى بأثر رجعي على مجموعة متنوعة من الكيانات التاريخية، إلا أن بعضًا من هذه المحاولات كان فضفاضًا للغاية. ركز المؤرخون في اعترافهم بهذه الدول القديمة قوىً عظمى على سماتها الاستثنائية المتنوعة التي أظهرتها. من الأمثلة على القوى العظمى في التاريخ: الإمبراطورية البريطانية، مصر القديمة، الإمبراطورية الحيثية، الإمبراطورية الأخمينية، الإمبراطورية الهلنستية للإسكندر الأكبر، الإمبراطورية الرومانية، والإمبراطورية الساسانية، والإمبراطرية الماورية، وسلطنة مغول الهند، والإمبراطورية الروسية، وإمبراطورية سلالة تانغ، ودولة الخلافة الأموية، وإمبراطورية المغول، والدولة العثمانية، والإمبراطورية الإسبانية، والإمبراطورية الفرنسية الأولى لنابليون.  
وفقًا للإحصاءات والأبحاث التاريخية الخاصة بمنظمة التعاون الاقتصادي والتنمية، كان الناتج المحلي لأوروبا الغربية والصين والهند، حتى بداية العصر الحديث، يمثل ما يقرب ثلثي الناتج المحلي الإجمالي العالمي.